# U2 360° Tour
Este artigo é sobre a turnê do U2. Para ver o filme-concerto, veja U2 360° at the Rose Bowl
U2 360° Tour foi uma turnê mundial da banda de rock irlandesa U2. Lançada em suporte do álbum de estúdio do grupo, No Line on the Horizon (2009), a turnê começou a apresentar-se em estádios em junho de 2009, finalizando em julho de 2011. O nome dado a turnê foi devido a uma configuração do estádio que permitia a visão completa do público em relação ao palco. Para isso, uma enorme estrutura de quatro pernas apelidado de "garra", foi construído em cima do palco, com o sistema de som e um cilíndrico, ampliando a tela de vídeo em cima dele. O banda afirmou que eles "nunca fizeram uma turnê com uma estrutura tão singular e original".
Devido o baixo número de vendas de No Line, os analistas esperavam que a turnê fosse uma importante fonte de renda para a banda. A cada data da turnê esgotada, em poucos minutos vendiam-se os bilhetes colocados à venda. Para acomodar o tempo necessário para montar e transportar a "Garra" entre as datas da turnê, três estruturas independentes do palco foram construídas. A produção de 360° aumentou a capacidade de locais em até 25%, levando a registros de atendimento em mais de 60 locais. Vários temas foram incorporados nos shows; partes dos concertos teve destaque de temas do espaço sideral, devido à semelhança da "garra" com uma uma nave espacial. Mensagens pré-gravadas transmitidas diretamente da Estação Espacial Internacional foram exibidos durante os shows, como as declarações sociopolíticas de Desmond Tutu e Aung San Suu Kyi. Os setlists foram ajustados para cada ano de turnê, para os shows de 2010, canções inéditas foram estreadas ao vivo, enquanto que nas etapas de 2011, o U2 tocou mais músicas da década de 1990, para comemorar o 20º aniversário do lançamento de Achtung Baby (1991).
Composta por três etapas e 110 concertos, a turnê começou em 30 de junho de 2009, em Barcelona na Espanha, e concluiu em 30 de julho de 2011, em Moncton no Canadá. Visitaram duas vezes a Europa e a América do Norte, enquanto faziam paradas na América do Sul, África e Oceania. A etapa da turnê na América do Norte em 2010 foi adiada para o ano seguinte, após o vocalista Bono ter sofrido uma grave lesão nas costas. O U2 ganhou o "Prémio Billboard Touring" de turnê de maior venda de bilheteria da história, e de melhor pontuação de caixa em um único local em 2009, para shows no Croke Park, em Dublin na Irlanda. Em 25 de outubro de 2009, a banda se apresentou no estádio Rose Bowl, em Pasadena na Califórnia, filmando para o vídeo-concerto denominado U2 360° at the Rose Bowl (2010), sendo transmitido ao vivo através do YouTube; o concerto estabeleceu um novo recorde de público nos Estados Unidos para um único atrativo principal. A turnê geralmente foi bem recebida pelos críticos e fãs. Por sua conclusão, a U2 360° Tour alcançou o recorde de bilheteria para uma turnê, com 736 milhões de dólares em vendas de ingressos, e para a turnê mais bem atendida, com mais de 7,2 milhões de bilhetes vendidos.

## Concepção e cenário do palco
O designer de iluminação, Willie Williams, que já trabalhou em todas as turnês da banda desde War Tour, foi mais uma vez o designer para essa turnê; Mark Fisher atuou como arquiteto. Por alguns anos, Williams brincava com a idéia de criar um palco 360° para o grupo durante um show no estádio, apresentando esboços de um projeto de quatro pernas para eles ao fim da turnê Vertigo Tour em 2006. A inspiração para o projeto de uma "nave de quatro pernas", apelidado de "garra", originou do tema do edifício do Aeroporto Internacional de Los Angeles. Os primeiros relatórios a que se refere a ele foi da turnê Kiss the Future Tour, embora o nome tenha mudado mais tarde.
A turnê contou com uma configuração de 360°, sendo montada de forma que ficasse mais no centro do campo do estádio do que habitualmente. O cenário do palco contou com uma grande estrutura de aço de quatro pernas que mantinha o sistema de alto-falante, telas de vídeos cilíndricas que se localizavam acima da área da performance do show. O palco é rodeado por uma rampa circular, que se ligava por meio de pontes rotativas. Os fãs em geral eram posicionados tanto do lado de fora da rampa, quanto entre a rampa e o palco. O palco não tinha frente ou trás definidos, sendo cercada pelo público.
O design do palco foi capaz de aumentar a capacidade dos locais por cerca de 15 a 20%. As diferentes áreas dos campos de futebol foram escolhidos neste esquema, em comparação aos campos planos ou estádios de basebol, embora alguns estádios tenham aderido a esse tipo de sistema. Tal como aconteceu com muitas turnês em larga escala de sua época, a U2 360° Tour teve tanto a força de trabalho e os rendimentos associadas a uma empresa de médio porte. Os palcos foram construídas pela empresa belga Stageco, junto com a empresa americana Enerpac. A construção de cada palco requeria o uso de alta pressão, com o uso de sistemas hidráulicos. Este sistema foi usado pela primeira vez na história da montagem e desmontagem de estruturas de alta tonelagem. A empresa Stageco concebeu um sistema único, baseado no Sistema de Elevação Síncrona da empresa Enerpac, para elevar a construção modular a uma altura de 30 metros, com uma maneira eficiente e eficaz.
A estrutura de aço tinha 51 metros de altura, sendo o dobro do tamanho do palco definido pela banda The Rolling Stones, na turnê A Bigger Bang Tour, detentora do recorde anterior, capaz de armazenar até 200 toneladas por baixo do palco, exigindo 120 caminhões para transportar cada um dos três conjuntos construídos de suporte à turnê. Cada perna da estrutura continha seu próprio sistema de som.

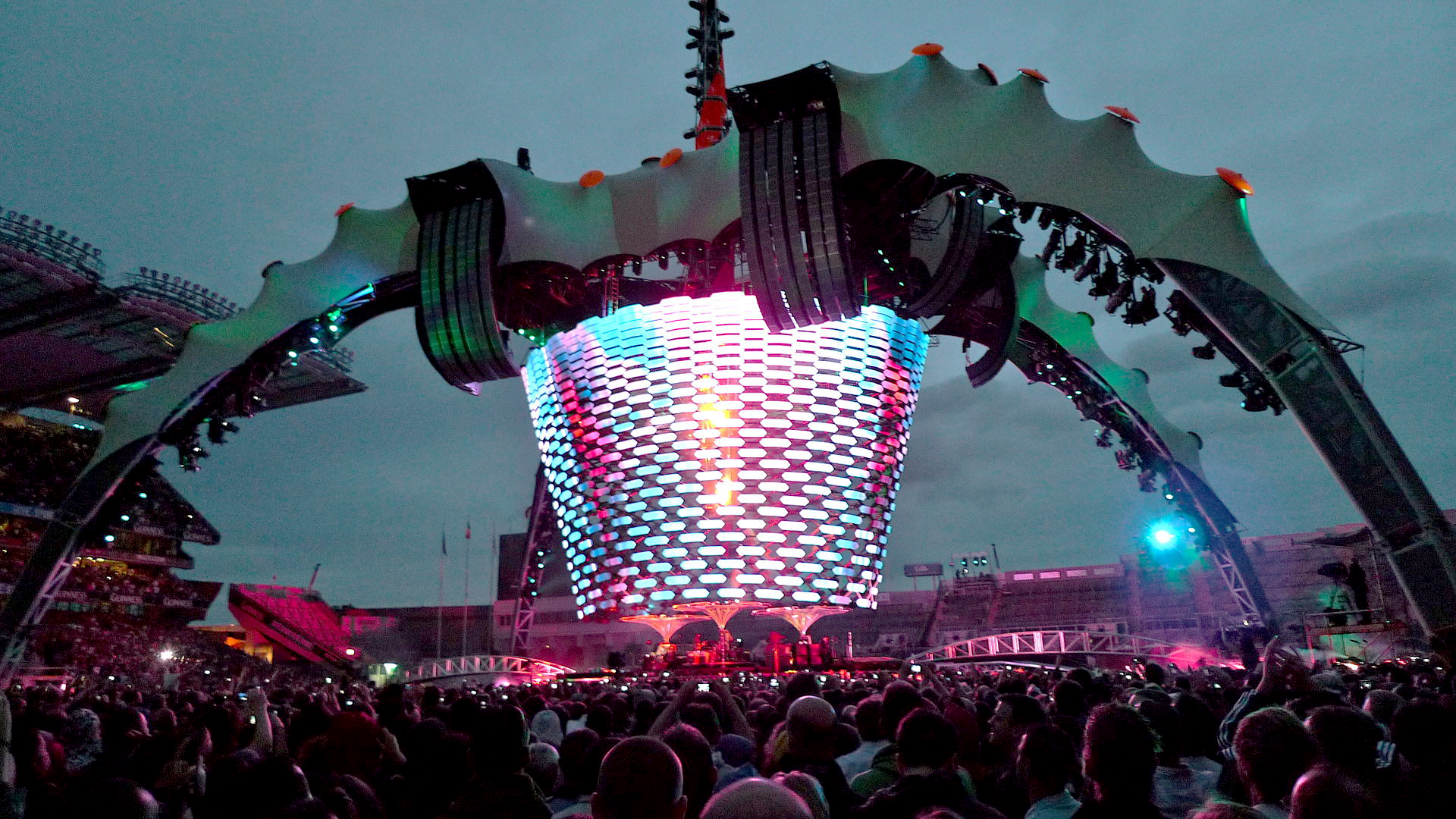
A "garra" apresenta uma tela de vídeo expandida e efeitos de luzes elaborados.

O custo de cada estrutura foi entre 15 a 20 milhões de libras. Como resultado, a turnê ficou fortemente assegurada. O tamanho do palco levou a alguns problemas com a sua construção em determinados locais. A banda pagou dois milhões de dólares para elevar a tela de vídeo HD no Cowboys Stadium para o concerto na cidade de Arlington. Também tiveram que desembolsar três milhões de dólares para expandir o Hipódromo de Montréal em um estádio temporário para o concerto em Montreal. A turnê teve 137 equipes de produção, complementado por mais de 120 contratados localmente. Os custos diários de produção foi de aproximadamente 750 mil dólares, não incluindo a fase de construção; a maioria destes custos vieram dos aluguéis dos caminhões para transporte e salários das equipes. Não era esperado que a turnê tivesse um intervalo até a conclusão da segunda etapa.
Quando a turnê foi anunciada, o guitarrista The Edge disse sobre o design do show: "É difícil chegarmos com algo que é fundamentalmente diferente, mas creio que nesta turnê, conseguimos algo diferente. Estamos levando a nossa produção a um lugar nunca visto antes por ninguém, e isso é uma coisa incrível para poder dizer". Para uma banda como o U2, que realmente prospera em desbravar novos caminhos, é uma emoção real". O vocalista Bono, disse que o projeto foi concebido para superar a séria aparência tradicional de concertos ao ar livre, onde o palco era dominado por pilhas de alto-falantes de cada lado: "Nós temos um pouco de magia, e nós temos alguns objetos bonitos que vamos levar para o mundo todo; e estamos dentro desses objetos". Também disse que o objetivo do grupo era do show não ser muito coreografado. Williams disse que o objetivo era estabelecer uma proximidade física do público com a banda: "A banda está apenas na palma da mão do público". Ao final da turnê, a intenção era deixar as três estruturas em diferentes partes do mundo, transformando-os em salas de concertos permanentemente. Um leilão das etapas da turnê foi planejada após o último show.

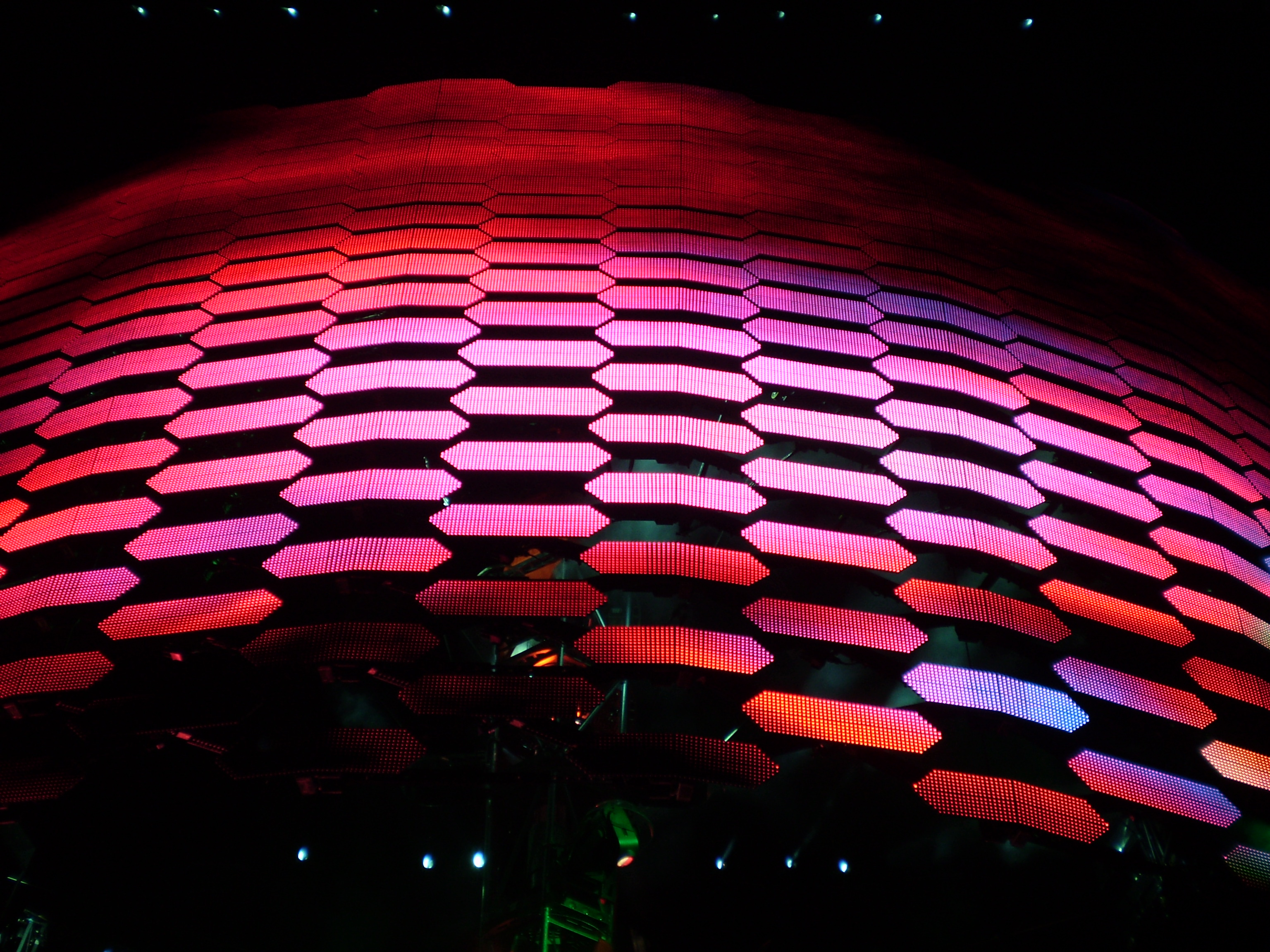
A tela LED desce durante a execução da canção "The Unforgettable Fire". A tela é constituída por painés de vídeo fixos a um pantógrafo.

A tela de vídeo que se configura, foi projetada por Mark Fisher, em colaboração com Chuck Hoberman e Frederic Opsomer. A tela foi fabricada pela empresa Opsomer Innovative Designs, da Bélgica, usando LED pixels fabricados pela empresa de eletrônicos Barco. A tela foi comprada e alugada para a turnê pela XL Video. Ela é composta de segmentos hexagonais alongadas e montadas a múltiplos sistemas de pantógrafo, o que lhe permitia "abrir" ou afastar-se verticalmente como um efeito durante os concertos. A tela de vídeo é composta com mais de um milhão de peças: 411 mil pixels, 320 mil fixadores, 150 mil peças maquinadas e 30 mil cabos foram necessários para criar a exibição visual em cada show. A tela ficava montada em meio ao sistema de polias retorcidas, para permitir que toda a tela e o sistema de pantógrafo se movimentassem para baixo e mais próximo da banda. A automação para a implantação da tela foi fornecida pela empresa Kinesys, do Reino Unido. Os segmentos de tela em LED é resistente às intempéries.
A banda anunciou que compraria créditos de carbono, levando em consideração o impacto ambiental da grande produção, que foi estimada em até 65 mil toneladas de dióxido de carbono — aproximadamente a mesma quantidade que seria emitida ao voar em um avião de 34 mil milhas. Além dos créditos de carbono, a banda também criou uma página no PickupPal, para que as pessoas pudessem partilhar caronas para os concertos, numa tentativa de diminuir a quantidade de veículos que emitem carbono. Além disso, eles lançaram um programa de compensação de viagens para fãs em parceria com a Offset Options. Foi verificado que a maior parte das emissões de carbono resulta do transporte de três estruturas do palco da Europa e da América do Norte. Um engenheiro ambiental da Carbon Footprint observou que, para compensar as emissões da turnê de 2009, a banda teria que plantar mais de 20 mil árvores. Em uma entrevista à BBC Radio, The Edge reiterou que o grupo compensou suas emissões de carbono, afirmando: "Gostaríamos muito de ter alguma alternativa para grandes caminhões que trazem esse material, mas não há apenas um sequer".
Foi levado 84 horas para retirar os materiais. Os equipamentos de som e de luz foram embalados nas frotas dos caminhões durante as primeiras quatro horas logo após o concerto; o tempo restante, foi gasto para desconstruir as estruturas de aço que compõem o palco com quatro guindastes. A extensa quantidade de tempo que levou para montar e desmontar o palco interferiu com o desenvolvimento do cronograma para a temporada da Major League Baseball de 2010. A banda também viu-se forçada a reprogramar o concerto, no que teria sido o último show no Giants Stadium, quando a NFL mudou a hora do início de um jogo do time de futebol americano, o New York Jets, alegando que um dia e meio teria sido insuficiente.

## Parceria comercial e filantropia

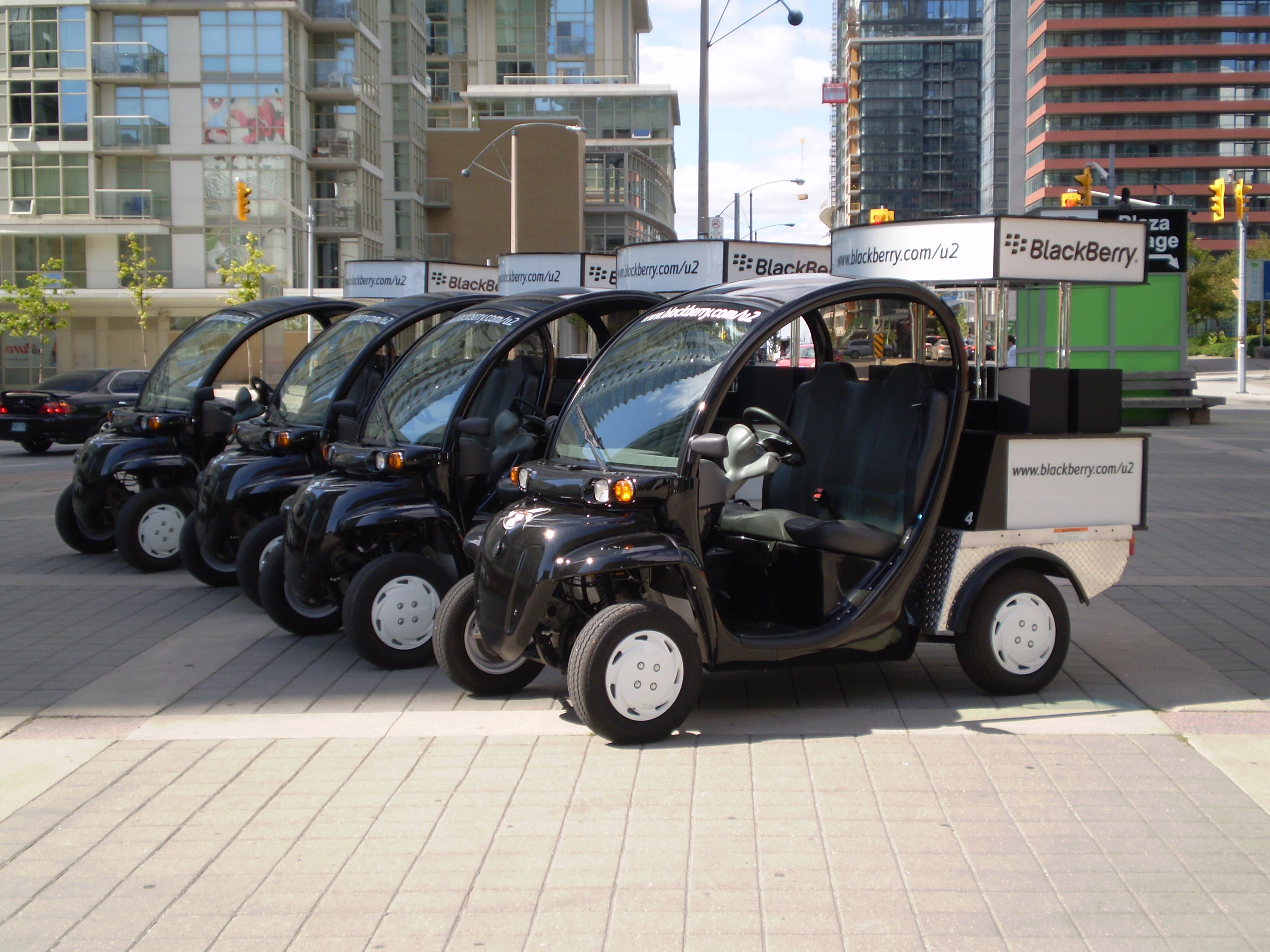
Carros com a marca da Blackberry e do U2, em frente ao Rogers Centre, em Toronto.

O U2 fez seu primeiro acordo de 12 anos com a Live Nation. Ela foi patrocinada pela BlackBerry, em uma iniciativa que rompeu o acordo anterior da banda, a Apple Inc., abrindo possibilidades de colaborações entre o grupo e Research In Motion nas experiências de músicas móveis. O vocalista Bono, comentou sobre o novo acordo: "Estou muito animado com a Research In Motion. Fará o que a Apple não faria: Dar acesso à suas lojas e pessoas, para que possamos fazer algo realmente espetacular". O patrocínio corporativo da turnê foi a primeira do grupo, devido aos custos antecipados de produção, sendo o maior do que qualquer outra turnê anterior do U2. Os primeiros comerciais para um novo aplicativo da BlackBerry, intitulado de U2 Mobile App, começou a ser exibida no início de julho 2009, com a canção "I'll Go Crazy If I Don't Go Crazy Tonight"; o aplicativo permite ao usuário ouvir o álbum No Line on the Horizon, contendo uma seção de notícias, que apresenta as atualizações sobre a turnê, e uma seção interativa que permitia o compartilhamento de imagens, permitindo que o usuário veja a sua posição durante o show em relação aos outros usuários do aplicativo. Os modelos do estágio foram adicionados ao Google Earth, aproximadamente uma semana antes do concerto agendado; o arquiteto da turnê, Mark Fisher, declarou: "Nós pensamos que seria interessante colocar no Google Earth uma peça de arquitetura portátil".
A categoria dos assentos próximo da "zona vermelha", foi criada para ser vendida por um processo de leilão, a preços estimados de até mil euros. Todos os rendimentos foram doados pelos membros da banda para a caridade, para o Fundo Global de Luta contra Aids, Tuberculose e Malária. Cerca de nove milhões de euros do lucro da turnê foi prevista para a caridade. A banda pediu aos fãs trazerem máscaras de Aung San Suu Kyi aos concertos, e usá-los durante as performances da canção "Walk On" em seu apoio; a canção foi escrita originalmente para Suu Kyi.
A turnê foi objeto de pequenas críticas, em ambos os eventos que cercaram os shows de abertura na cidade Barcelona, e nos shows em Dublin. Quando estavam ensaiando para a turnê em Barcelona, os moradores da cidade se queixaram do ruído da banda depois das 22 horas, que era o tempo que a cidade permitiu que a banda pudesse ensaiar. A instalação de palco da banda para os shows no estádio de Croke Park, em Dublin, foi criticado pelos fãs por apenas permitirem estar em torno da parte circular, tendo afastado os demais que não estavam próximos do entorno circular. Um fã reivindicou que apenas a 270° (e não 360°) foi utilizado para os três concertos em Dublin, e que não havia razão para que o palco não pudesse ficar no centro do estádio. Críticas adicionais sobre os shows em Croke Park surgiram a partir de 80 cidadãos de Dublin, que protestaram contra a Câmara Municipal de Dublin para permitir que a tripulação da banda pudesse desmontar o palco no meio da noite, seguindo os três concertos, devido aos altos ruídos causados pelo grupo. O protesto bloqueou vários caminhões da banda ao sair do local, atrasando a turnê, e a promotora da turnê, MCD Productions, entregaram uma carta aos manifestantes informando que eles poderiam ser processados por qualquer perdas financeiras da turnê devido ao protesto. Além da intensidade da tripulação da banda, o Conselho Municipal de Dublin decidiu reter 80 mil euros de títulos da banda, depois de ultrapassar o volume máximo de 75 decibéis em todos os três shows em Dublin.
Como a maioria dos concertos, os locais turísticos beneficiaram a hospedagem dos shows. O acordo da Universidade Estadual da Carolina do Norte com a Live Nation, resultou em 166 mil dólares em receitas de estacionamento, e mais de 175 mil dólares em concessões de alimentos e bebidas. Além disso a Live Nation concordou em pagar para substituir o gramado no campo de futebol, onde o palco e o piso-de-estar estariam localizados, por um custo de 250 mil dólares.

## Datas

### Parte 1: Europa 2009
| Data               | Cidade        | País          | Local                           | Show de abertura                 |
| ------------------ | ------------- | ------------- | ------------------------------- | -------------------------------- |
| 30 de Junho, 2009  | Barcelona     | Espanha       | Estádio Camp Nou                | Snow Patrol                      |
| 2 de Julho, 2009   | Barcelona     | Espanha       | Estádio Camp Nou                | Snow Patrol                      |
| 7 de Julho, 2009   | Milão         | Itália        | Estádio Giuseppe Meazza         | Snow Patrol                      |
| 8 de Julho, 2009   | Milão         | Itália        | Estádio Giuseppe Meazza         | Snow Patrol                      |
| 11 de Julho, 2009  | Paris         | França        | Stade de France                 | Kaiser Chiefs                    |
| 12 de Julho, 2009  | Paris         | França        | Stade de France                 | Kaiser Chiefs                    |
| 15 de Julho, 2009  | Nice          | França        | Parc des Sports Charles Ehrmann | Snow Patrol                      |
| 18 de Julho, 2009  | Berlim        | Alemanha      | Estádio Olímpico                | Snow Patrol                      |
| 20 de Julho, 2009  | Amsterdã      | Países Baixos | Amsterdam Arena                 | Snow Patrol                      |
| 21 de Julho, 2009  | Amsterdã      | Países Baixos | Amsterdam Arena                 | Snow Patrol                      |
| 24 de Julho, 2009  | Dublin        | Irlanda       | Estádio Croke Park              | Glasvegas, Damien Dempsey        |
| 25 de Julho, 2009  | Dublin        | Irlanda       | Estádio Croke Park              | Kaiser Chiefs, Republic Of Loose |
| 27 de Julho, 2009  | Dublin        | Irlanda       | Estádio Croke Park              | Bell X1, The Script              |
| 31 de Julho, 2009  | Gotemburgo    | Suécia        | Estádio Ullevi                  | Snow Patrol                      |
| 1 de Agosto, 2009  | Gotemburgo    | Suécia        | Estádio Ullevi                  | Snow Patrol                      |
| 3 de Agosto, 2009  | Gelsenkirchen | Alemanha      | Veltins-Arena                   | Snow Patrol                      |
| 6 de Agosto, 2009  | Chorzów       | Polónia       | Complexo Esportivo de Silesian  | Snow Patrol                      |
| 9 de Agosto, 2009  | Zagreb        | Croácia       | Estádio Maksimir                | Snow Patrol, The Hours           |
| 10 de Agosto, 2009 | Zagreb        | Croácia       | Estádio Maksimir                | Snow Patrol, The Hours           |
| 14 de Agosto, 2009 | Londres       | Reino Unido   | Estádio Wembley                 | Elbow, The Hours                 |
| 15 de Agosto, 2009 | Londres       | Reino Unido   | Estádio Wembley                 | Glasvegas, The Hours             |
| 18 de Agosto, 2009 | Glasgow       | Escócia       | Hampden Park                    | Glasvegas, The Hours             |
| 20 de Agosto, 2009 | Sheffield     | Reino Unido   | Don Valley Stadium              | Elbow, The Hours                 |
| 22 de Agosto, 2009 | Cardiff       | País de Gales | Millennium Stadium              | Glasvegas, The Hours             |

### Parte 2: América do Norte 2009
| Data                 | Cidade           | País           | Local                         | Show de abertura |
| -------------------- | ---------------- | -------------- | ----------------------------- | ---------------- |
| 12 de Setembro, 2009 | Chicago          | Estados Unidos | Soldier Field                 | Snow Patrol      |
| 13 de Setembro, 2009 | Chicago          | Estados Unidos | Soldier Field                 | Snow Patrol      |
| 16 de Setembro, 2009 | Toronto          | Canadá         | Rogers Centre                 | Snow Patrol      |
| 17 de Setembro, 2009 | Toronto          | Canadá         | Rogers Centre                 | Snow Patrol      |
| 20 de Setembro, 2009 | Boston           | Estados Unidos | Gillette Stadium              | Snow Patrol      |
| 21 de Setembro, 2009 | Boston           | Estados Unidos | Gillette Stadium              | Snow Patrol      |
| 23 de Setembro, 2009 | East Rutherford  | Estados Unidos | Giants Stadium                | Muse             |
| 24 de Setembro, 2009 | East Rutherford  | Estados Unidos | Giants Stadium                | Muse             |
| 29 de Setembro, 2009 | Washington, D.C. | Estados Unidos | FedEx Field                   | Muse             |
| 1 de Outubro, 2009   | Charlottesville  | Estados Unidos | Field at Scott Stadium        | Muse             |
| 3 de Outubro, 2009   | Raleigh          | Estados Unidos | Carter-Finley Stadium         | Muse             |
| 6 de Outubro, 2009   | Atlanta          | Estados Unidos | Georgia Dome                  | Muse             |
| 9 de Outubro, 2009   | Tampa            | Estados Unidos | Raymond James Stadium         | Muse             |
| 12 de Outubro, 2009  | Arlington        | Estados Unidos | Cowboys Stadium               | Muse             |
| 14 de Outubro, 2009  | Houston          | Estados Unidos | Reliant Stadium               | Muse             |
| 18 de Outubro, 2009  | Norman           | Estados Unidos | Memorial Stadium              | Black Eyed Peas  |
| 20 de Outubro, 2009  | Glendale         | Estados Unidos | University of Phoenix Stadium | Black Eyed Peas  |
| 23 de Outubro, 2009  | Las Vegas        | Estados Unidos | Sam Boyd Stadium              | Black Eyed Peas  |
| 25 de Outubro, 2009  | Los Angeles      | Estados Unidos | Rose Bowl                     | Black Eyed Peas  |
| 28 de Outubro, 2009  | Vancouver        | Canadá         | BC Place Stadium              | Black Eyed Peas  |

### Parte 3: Europa 2010
| Data                 | Cidade        | País      | Local                         | Banda de abertura        |
| -------------------- | ------------- | --------- | ----------------------------- | ------------------------ |
| 6 de Agosto, 2010    | Turim         | Itália    | Estádio Olímpico de Turim     | Kasabian                 |
| 10 de Agosto, 2010   | Frankfurt     | Alemanha  | Commerzbank-Arena             | Kasabian                 |
| 12 de Agosto, 2010   | Hanover       | Alemanha  | AWD-Arena                     | Kasabian                 |
| 15 de Agosto, 2010   | Horsens       | Dinamarca | CASA Arena Horsens            | Snow Patrol              |
| 16 de Agosto, 2010   | Horsens       | Dinamarca | CASA Arena Horsens            | Snow Patrol              |
| 20 de Agosto, 2010   | Helsinki      | Finlândia | Estádio Olímpico de Helsinque | Razorlight               |
| 21 de Agosto, 2010   | Helsinki      | Finlândia | Estádio Olímpico de Helsinque | Razorlight               |
| 25 de Agosto, 2010   | Moscou        | Rússia    | Estádio Lujniki               | Snow Patrol              |
| 28 de Agosto, 2010   | Katowice      | Polónia   | Spodek                        | OneRepublic              |
| 29 de Agosto, 2010   | Budapeste     | Hungria   | Estádio Puskás Ferenc         | Snow Patrol              |
| 30 de Agosto, 2010   | Viena         | Áustria   | Ernst-Happel-Stadion          | OneRepublic              |
| 3 de Setembro, 2010  | Atenas        | Grécia    | Estádio Olímpico de Atenas    | Snow Patrol, Aviv Geffen |
| 6 de Setembro, 2010  | Istanbul      | Turquia   | Estádio Olímpico Atatürk      | Snow Patrol              |
| 11 de Setembro, 2010 | Zurique       | Suíça     | Letzigrund                    | OneRepublic              |
| 12 de Setembro, 2010 | Zurique       | Suíça     | Letzigrund                    | OneRepublic              |
| 15 de Setembro, 2010 | Munique       | Alemanha  | Estádio Olímpico de Munique   | OneRepublic              |
| 18 de Setembro, 2010 | Paris         | França    | Stade de France               | Interpol                 |
| 22 de Setembro, 2010 | Bruxelas      | Bélgica   | Estádio King Baudouin         | Interpol                 |
| 23 de Setembro, 2010 | Bruxelas      | Bélgica   | Estádio King Baudouin         | Interpol                 |
| 26 de Setembro, 2010 | San Sebastián | Espanha   | Estádio Municipal             | Interpol                 |
| 30 de Setembro, 2010 | Sevilha       | Espanha   | Estadio Olímpico de Sevilla   | Interpol                 |
| 2 de Outubro, 2010   | Coimbra       | Portugal  | Estádio Cidade de Coimbra     | Interpol                 |
| 3 de Outubro, 2010   | Coimbra       | Portugal  | Estádio Cidade de Coimbra     | Interpol                 |
| 8 de Outubro, 2010   | Roma          | Itália    | Estádio Olímpico de Roma      | Interpol                 |

### Parte 4: Oceania 2010
| Data                 | Cidade    | País          | Local             | Banda de abertura |
| -------------------- | --------- | ------------- | ----------------- | ----------------- |
| 25 de Novembro, 2010 | Auckland  | Nova Zelândia | Mt. Smart Stadium | Jay-Z             |
| 26 de Novembro, 2010 | Auckland  | Nova Zelândia | Mt. Smart Stadium | Jay-Z             |
| 1 de Dezembro, 2010  | Melbourne | Austrália     | Docklands Stadium | Jay-Z             |
| 3 de Dezembro, 2010  | Melbourne | Austrália     | Docklands Stadium | Jay-Z             |
| 8 de Dezembro, 2010  | Brisbane  | Austrália     | Suncorp Stadium   | Jay-Z             |
| 9 de Dezembro, 2010  | Brisbane  | Austrália     | Suncorp Stadium   | Jay-Z             |
| 13 de Dezembro, 2010 | Sydney    | Austrália     | ANZ Stadium       | Jay-Z             |
| 14 de Dezembro, 2010 | Sydney    | Austrália     | ANZ Stadium       | Jay-Z             |
| 18 de Dezembro, 2010 | Perth     | Austrália     | Subiaco Oval      | Jay-Z             |
| 19 de Dezembro, 2010 | Perth     | Austrália     | Subiaco Oval      | Jay-Z             |

### Parte 5: África do Sul 2011
| Data                  | Cidade         | País          | Local                     | Banda de abertura                     |
| --------------------- | -------------- | ------------- | ------------------------- | ------------------------------------- |
| 13 de Fevereiro, 2011 | Joanesburgo    | África do Sul | Soccer City               | Springbok Nude Girls, Amadou & Mariam |
| 18 de Fevereiro, 2011 | Cidade do Cabo | África do Sul | Estádio da Cidade do Cabo | Springbok Nude Girls, Amadou & Mariam |

### Parte 6: América do Sul 2011
| Data              | Cidade    | País      | Local                            | Banda de abertura |
| ----------------- | --------- | --------- | -------------------------------- | ----------------- |
| 25 de Março, 2011 | Santiago  | Chile     | Estádio Nacional de Chile        | Muse              |
| 30 de Março, 2011 | La Plata  | Argentina | Estádio de la Ciudad de La Plata | Muse              |
| 2 de Abril, 2011  | La Plata  | Argentina | Estádio de la Ciudad de La Plata | Muse              |
| 3 de Abril, 2011  | La Plata  | Argentina | Estádio de la Ciudad de La Plata | Muse              |
| 9 de Abril, 2011  | São Paulo | Brasil    | Estádio do Morumbi               | Muse              |
| 10 de Abril, 2011 | São Paulo | Brasil    | Estádio do Morumbi               | Muse              |
| 13 de Abril, 2011 | São Paulo | Brasil    | Estádio do Morumbi               | Muse              |

### Parte 7: América do Norte 2011
| Data                | Cidade           | País           | Local                           | Banda de abertura        |
| ------------------- | ---------------- | -------------- | ------------------------------- | ------------------------ |
| 11 de Maio de 2011  | Cidade do México | México         | Estadio Azteca                  | Snow Patrol              |
| 14 de Maio de 2011  | Cidade do México | México         | Estadio Azteca                  | Snow Patrol              |
| 15 de Maio de 2011  | Cidade do México | México         | Estadio Azteca                  | Snow Patrol              |
| 21 de Maio de 2011  | Denver           | Estados Unidos | INVESCO Field                   | The Fray                 |
| 24 de Maio de 2011  | Salt Lake City   | Estados Unidos | Rice-Eccles Stadium             | The Fray                 |
| 29 de Maio de 2011  | Winnipeg         | Canadá         | Canad Inns Stadium              | The Fray                 |
| 1 de Junho de 2011  | Edmonton         | Canadá         | Commonwealth Stadium            | The Fray                 |
| 4 de Junho de 2011  | Seattle          | Estados Unidos | Qwest Field                     | Lenny Kravitz            |
| 7 de Junho de 2011  | Oakland          | Estados Unidos | Oakland-Alameda County Coliseum | Lenny Kravitz            |
| 17 de Junho de 2011 | Anaheim          | Estados Unidos | Angel Stadium of Anaheim        | Lenny Kravitz            |
| 18 de Junho de 2011 | Anaheim          | Estados Unidos | Angel Stadium of Anaheim        | Lenny Kravitz            |
| 22 de Junho 2011    | Baltimore        | Estados Unidos | M&T Bank Stadium                | Florence and the Machine |
| 26 de Junho de 2011 | East Lansing     | Estados Unidos | Spartan Stadium                 | Florence and the Machine |
| 29 de Junho de 2011 | Miami            | Estados Unidos | Sun Life Stadium                | Florence and the Machine |
| 2 de Junlho de 2011 | Nashville        | Estados Unidos | Vanderbilt Stadium              | Florence and the Machine |
| 5 de Julho de 2011  | Chicago          | Estados Unidos | Soldier Field                   | Interpol                 |
| 8 de Julho de 2011  | Montreal         | Canadá         | Blue Bonnets Raceway            | Interpol                 |
| 9 de Julho de 2011  | Montreal         | Canadá         | Blue Bonnets Raceway            | Interpol                 |
| 11 de Julho de 2011 | Toronto          | Canadá         | Rogers Centre                   | Interpol                 |
| 14 de Julho de 2011 | Filadélfia       | Estados Unidos | Lincoln Financial Field         | Interpol                 |
| 17 de Julho de 2011 | St. Louis        | Estados Unidos | Busch Stadium                   | Interpol                 |
| 20 de Julho de 2011 | East Rutherford  | Estados Unidos | New Meadowlands Stadium         | Interpol                 |
| 23 de Julho de 2011 | Minneapolis      | Estados Unidos | TCF Bank Stadium                | Interpol                 |
| 26 de Julho de 2011 | Pittsburgh       | Estados Unidos | Heinz Field                     | Interpol                 |
| 30 de Julho de 2011 | Moncton          | Canadá         | Magnetic Hill Concert Site      | Carney Arcade Fire       |

## Público e Renda
| Cidade          | Local                         | № de shows | venda de ingressos / disponibilidade (% vendas) | receita      |
| --------------- | ----------------------------- | ---------- | ----------------------------------------------- | ------------ |
| Barcelona       | Camp Nou                      | 2 / 2      | 182,055 / 182,055 (100%)                        | $19,825,497  |
| Milan           | San Siro                      | 2 / 2      | 153,806 / 153,806 (100%)                        | $15,168,799  |
| Paris           | Stade de France               | 2 / 2      | 186,544 / 186,544 (100%)                        | $20,902,760  |
| Nice            | Stade Charles Erhmann         | 1 / 1      | 55,641 / 55,641 (100%)                          | $6,261,208   |
| Berlim          | Olympic Stadium               | 1 / 1      | 88,265 / 88,265 (100%)                          | $9,169,830   |
| Amsterdã        | Amsterdam Arena               | 2 / 2      | 125,866 / 125,866 (100%)                        | $12,583,998  |
| Dublin          | Croke Park                    | 3 / 3      | 243,198 / 243,198 (100%)                        | $28,815,352  |
| Gotemburgo      | Ullevi Stadium                | 2 / 2      | 119,297 / 119,297 (100%)                        | $11,047,995  |
| Gelsenkirchen   | Veltins Arena                 | 1 / 1      | 73,704 / 73,704 (100%)                          | $7,292,826   |
| Chorzow         | Stadion Slaski                | 1 / 1      | 75,180 / 75,180 (100%)                          | $6,414,960   |
| Zagreb          | Stadion Maksimir              | 2 / 2      | 124,102 / 124,102 (100%)                        | $12,700,784  |
| Londres         | Wembley Stadium               | 2 / 2      | 164,244 / 164,244 (100%)                        | $20,680,860  |
| Glasgow         | Hampden Park                  | 1 / 1      | 50,917 / 50,917 (100%)                          | $5,290,103   |
| Sheffield       | Don Valley Stadium            | 1 / 1      | 49,955 / 49,955 (100%)                          | $5,147,896   |
| Cardiff         | Millennium Stadium            | 1 / 1      | 66,538 / 66,538 (100%)                          | $7,041,576   |
| Chicago         | Soldier Field                 | 2 / 2      | 135,872 / 135,872 (100%)                        | $13,860,480  |
| Toronto         | Rogers Centre                 | 2 / 2      | 115,411 / 115,411 (100%)                        | $9,571,672   |
| Foxborough      | Gillette Stadium              | 2 / 2      | 138,805 / 138,805 (100%)                        | $12,859,778  |
| East Rutherford | Giants Stadium                | 2 / 2      | 161,810 / 161,810 (100%)                        | $16,128,950  |
| Landover        | FedEx Field                   | 1 / 1      | 84,754 / 84,754 (100%)                          | $6,718,315   |
| Charlottesville | Scott Stadium                 | 1 / 1      | 52,433 / 52,433 (100%)                          | $4,738,695   |
| Raleigh         | Carter-Finley Stadium         | 1 / 1      | 55,027 / 55,027 (100%)                          | $4,962,240   |
| Atlanta         | Georgia Dome                  | 1 / 1      | 61,419 / 61,419 (100%)                          | $5,746,430   |
| Tampa           | Raymond James Stadium         | 1 / 1      | 72,688 / 72,688 (100%)                          | $6,399,375   |
| Arlington       | Cowboys Stadium               | 1 / 1      | 70,766 / 70,766 (100%)                          | $6,664,880   |
| Houston         | Reliant Stadium               | 1 / 1      | 58,328 / 58,328 (100%)                          | $5,985,101   |
| Norman          | Oklahoma Memorial Stadium     | 1 / 1      | 50,951 / 50,951(100%)                           | $4,395,085   |
| Glendale        | University of Phoenix Stadium | 1 / 1      | 50,775 / 50,775 (100%)                          | $4,912,050   |
| Las Vegas       | Sam Boyd Stadium              | 1 / 1      | 42,213 / 42,213(100%)                           | $4,641,280   |
| Pasadena        | Rose Bowl                     | 1 / 1      | 97,014 / 97,014 (100%)                          | $9,960,036   |
| Vancouver       | BC Place Stadium              | 1 / 1      | 63,802 / 63,802 (100%)                          | $5,748,919   |
| Torino          | Stadio Olimpico               | 1 / 1      | 42,441 / 42,441 (100%)                          | $3,944,452   |
| Frankfurt       | Commerzbank-Arena             | 1 / 1      | 53,825 / 53,825 (100%)                          | $5,544,868   |
| Hannover        | AWD Arena                     | 1 / 1      | 56,494 / 56,494 (100%)                          | $4,967,381   |
| Horsens         | CASA Arena Horsens            | 2 / 2      | 69,886 / 69,886 (100%)                          | $7,809,611   |
| Helsinki        | Olympiastadion                | 2 / 2      | 106,360 / 106,360 (100%)                        | $10,642,517  |
| Moscow          | Luzhniki Stadium              | 1 / 1      | 60,496 / 60,496 (100%)                          | $7,986,534   |
| Vienna          | Ernst-Happel Stadion          | 1 / 1      | 69,253 / 69,253 (100%)                          | $6,866,065   |
| Athens          | Athens Olympic Stadium        | 1 / 1      | 82,622 / 82,622 (100%)                          | $7,321,356   |
| Istanbul        | Atatürk Olympic Stadium       | 1 / 1      | 54,278 / 54,278 (100%)                          | $3,775,662   |
| Zurich          | Letzigrund Stadion            | 2 / 2      | 90,349 / 90,349 (100%)                          | $9,152,209   |
| Munich          | Olympiastadion                | 1 / 1      | 76,150 / 76,150 (100%)                          | $7,624,367   |
| Paris           | Stade de France               | 1 / 1      | 96,540 / 96,540 (100%)                          | $10,175,248  |
| Brussels        | King Baudouin Stadium         | 2 / 2      | 144,338 / 144,338 (100%)                        | $15,074,746  |
| San Sebastian   | Estadio Anoeta                | 1 / 1      | 47,721 / 47,721 (100%)                          | $4,956,464   |
| Seville         | Estadio Olimpico de Sevilla   | 1 / 1      | 76,159 / 76,159 (100%)                          | $7,519,534   |
| Coimbra         | Estadio Cidade de Coimbra     | 2 / 2      | 109,985 / 109,985 (100%)                        | $9,925,611   |
| Rome            | Stadio Olimpico               | 1 / 1      | 75,847 / 75,847 (100%)                          | $8,215,742   |
| Auckland        | Mt Smart Stadium              | 2 / 2      | 93,519 / 93,519 (100%)                          | $8,819,418   |
| Melbourne       | Etihad Stadium                | 2 / 2      | 105,312 / 105,312 (100%)                        | $13,460,407  |
| Brisbane        | Suncorp Stadium               | 2 / 2      | 85,745 / 85,745 (100%)                          | $11,031,839  |
| Sydney          | ANZ Stadium                   | 2 / 2      | 107,155 / 107,155 (100%)                        | $13,695,929  |
| Perth           | Subiaco Oval                  | 2 / 2      | 108,706 / 108,706 (100%)                        | $13,910,989  |
| Johannesburg    | FNB Stadium                   | 1 / 1      | 94,232 / 94,232 (100%)                          | $9,433,051   |
| Cape Town       | Cape Town Stadium             | 1 / 1      | 72,532 / 72,532 (100%)                          | $6,107,754   |
| Santiago        | Estadio Nacional de Chile     | 1 / 1      | 77,765 / 77,765 (100%)                          | $7,550,446   |
| La Plata        | Estadio Cuidad de La Plata    | 3 / 3      | 172,029 / 172,029 (100%)                        | $20,550,302  |
| São Paulo       | Estadio do Morumbi            | 3 / 3      | 269,491 / 269,491 (100%)                        | $32,754,065  |
| Mexico City     | Estadio Azteca                | 3 / 3      | 282,978 / 282,978 (100%)                        | $22,866,542  |
|                 | TOTAL                         | 110 / 110  | 7,272,046 / 7,272,046 (100%)                    | $736,421,584 |